# Zespoły guzów hamartomatycznych związane z mutacjami PTEN
Zespoły guzów hamartomatycznych związane z mutacjami PTEN (ang. PTEN hamartoma tumor syndromes) – heterogenna klinicznie grupa schorzeń spowodowanych mutacjami konstytucyjnymi w genie supresorowym PTEN. 
Należą tu:
- zespół Cowden
- zespół Bannayana-Rileya-Ruvalcaby
- zespół Proteusza.

Z klinicznego punktu widzenia, niezależnie od fenotypu wszyscy pacjenci z konstytucyjnymi mutacjami PTEN powinni być prowadzeni według rekomendacji ustalonych dla zespołu Cowdena.